# Zamienice (przystanek kolejowy)
Zamienice – nieczynny przystanek kolejowy w Zamienicach w województwie dolnośląskim na linii kolejowej nr 316. Niedaleko przebiega także linia kolejowa nr 275, jednak nie bezpośrednio przez stację.

## Opis stacji

### Budynek dworca
Budynek stacji znajduje się po zachodniej stronie linii kolejowej. Obecnie adaptowany do innych celów. W niewielkiej odległości jest mała wiata przystankowa.

### Perony
Peron znajduje się po zachodniej stronie linii kolejowej.